# Kinetikus tipográfia

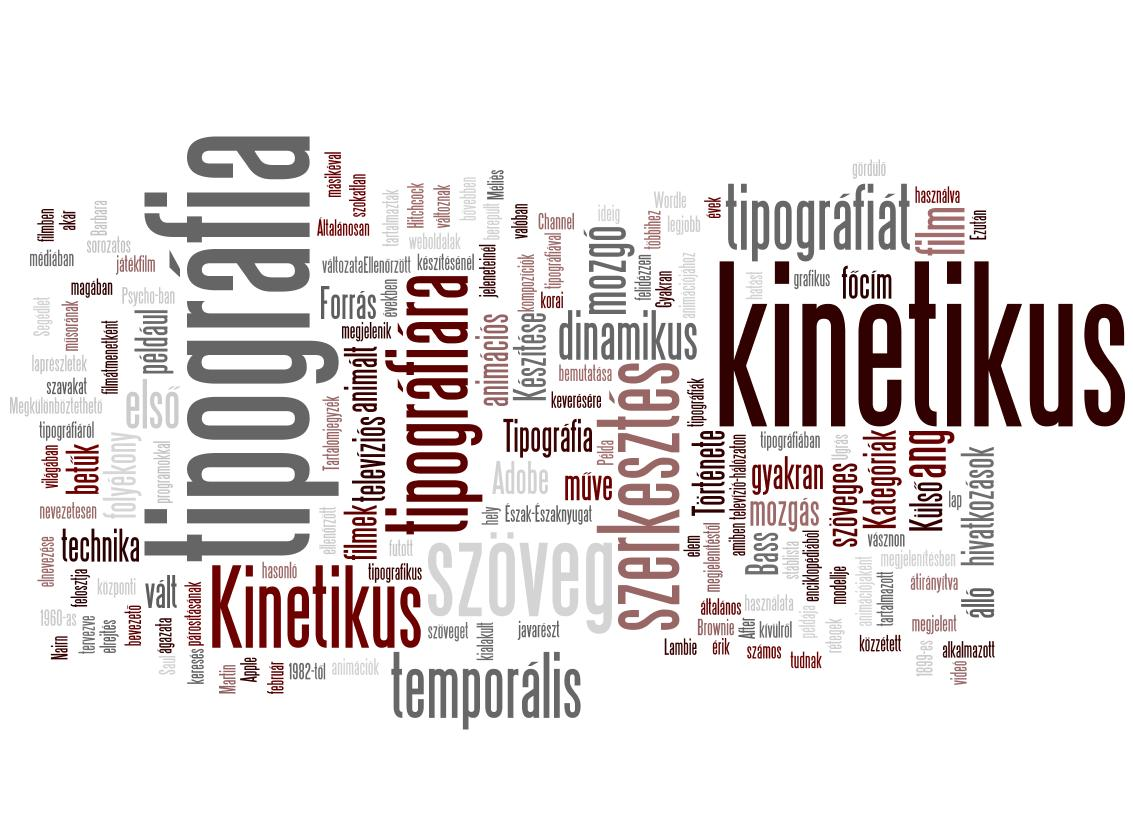
Jelen cikk szövegére alapuló kinetikus tipográfia.

A kinetikus tipográfia –a „mozgó szöveg” technikai elnevezése- egy animációs technika a mozgás és szöveg keverésére. A szöveg bemutatását úgy tervezik, hogy közvetítsen vagy felidézzen egy szokatlan gondolatot vagy érzést. Gyakran tanítják kommunikációtervezés vagy interakció-tervezés tanfolyamokon. A technika sűrűn megjelenik a filmek főcím vagy stáblista jeleneteinél, weboldalak animációjaként, vagy egyéb szórakoztató médiában.

## Története
A film és a grafikus animációk megjelenésekor kialakult a mozgás és a szöveg párosításának lehetősége. Már az 1899-es évben megjelent az animált betűk első példája, Georges Méliès reklámmunkájában. A korai játékfilmek temporális tipográfiát tartalmaztak, de ez javarészt álló szöveg volt sorrendbe helyezve, filmátmenetként használva. Az 1960-as évek után a főcímekben megjelentek a valóban kinetikus tipográfiák. Általánosan elfogadott, hogy az első játékfilm, amiben bővebben használták a kinetikus tipográfiát, Alfred Hitchcock Észak-Északnyugat (1959) című műve volt. A film főcíme – Saul Bass munkája – animált szöveget tartalmazott, amely „berepült” a vásznon kívülről, majd magában a filmben halványult el. Bass hasonló technikát alkalmazott a Psycho-ban (1960) is.
Ezután a kinetikus tipográfia használata mindennapos lett a filmfőcímek és a televíziós reklámok készítésénél. A közelmúltban központi elemévé vált számos televíziós műsornak, többek között Martin Lambie Nairn első műsorának, mely a brit Channel 4 televízió-hálózaton futott 1982-től.

## Kategóriák
A kinetikus tipográfia a temporális tipográfia (adott ideig megjelenő szöveg) egy ágazata. Megkülönböztethető a temporális tipográfia más ágazataitól, mint például a sorozatos megjelenítéstől, amely álló tipografikus kompozíciók szekvenciális megjelenítése. Barbara Brownie modellje a temporális tipográfiáról felosztja a kinetikus tipográfiát mozgó tipográfiára (tovább osztható gördülő tipográfiára és dinamikus tipográfiára) és folyékony tipográfiára. A dinamikus megjelenítésben egy szöveges elem mozgása kapcsolatban van egy másikéval. A folyékony tipográfiában a betűk változnak és alakulnak át, a hely szükségszerű változtatása nélkül.

## Készítése
A kinetikus tipográfiákat gyakran általános animációs programokkal hozzák létre, például Adobe Flash, Adobe After Effects, és Apple Motion használatával. A hatást gyakran a szöveges rétegek keverésével érik el, így akár különálló betűket, vagy szavakat is tudnak mozgatni a többihez képest.

## Külső hivatkozások
- Kinetikus Tipográfia a Vimeo-n
- A főcím művészete (ang.)
- 15 megdöbbentő mozgó tipográfia videó
- Kinetikus tipográfia a Tipofil oldalán (ang.)
- A 12 legjobb kinetikus tipográfiával kapcsolatos film Archiválva 2011. március 17-i dátummal a Wayback Machine-ben
- Segédlet a kinetikus tipográfia animációjához (ang.)
- Wordle - készíts magad is dinamikus tipográfiát!